# Йозгатская епархия
Йозгатская епархия Киликийского патриархата Армянской Апостольской церкви (арм. Հայ Առաքելական եկեղեցու Կիլիկիայի պատրիարքության Յոզգաթի թեմ) — упразднённая после Геноцида армян 1915 года епископская епархия Армянской Апостольской церкви бывшая в составе Киликийского патриархата с центром в городе Йозгат.
В юрисдикцию Йозгатской епархии входила территория Йозгатского санджака Османской империи. По данным на 1911 год количество верующих Армянской Апостольской церкви — 40 000, общин — 46, также верующих армян-протестантов — 1 000. 
Епархия имела 43 церкви.